# لطفي الشربيني
لطفي الشربيني هو كاتب وطبيب مصري ولد في عام 1951.

## المسيرة المهنية
ولد لطفي الشربيني في مصر عام 1951. حصل على بكالوريوس الطب والجراحة من كلية الطب قصر العيني بمرتبة الشرف عام 1974. ثم حصل على ماجستير الدراسات العليا في الأمراض العصبية والطب النفسي ودراسات متقدمة من جامعة لندن، وكذلك دبلوم وشهادة التخصص في العلاج النفسي من المملكة المتحدة، ثم حصل على دكتوراه في العلوم النفسية من جامعة كولومبيا الأمريكية. له خبرة واسعة في العمل في مجال الطب النفسي في مصر والدول العربية وبريطانيا وخبير في مجال مكافحة التدخين والإدمان في مصر ودول الخليج. عضو الجمعيات المحلية والعالمية في مجال الطب النفسي والصحة النفسية ومكافحة التدخين والإدمان والعضوية العالمية في الجمعية الأمريكية للطب النفسي APA وأكاديمية نيويورك للعلوم ووُضع اسمه وتاريخه العلمي في موسوعات الشخصيات العالمية. شارك في المؤتمرات والندوات الإقليمية والعالمية في الطب النفسي في مجال التدخين والإدمان وله مساهمه بالابحاث العلمية المنشورة والمقالات الصحفية في هذه المجالات.
له عدد من المؤلفات بالإضافة إلى المقالات الصحفية وانتاج شرائط الكاسيت لعلاج المشكلات النفسية للمرة الأولى باللغة العربية.

## مؤلفاتة
- «الإكتئاب: المرض والعلاج».
- «الطب النفسي وهموم الناس»
- «موسوعة شرح المصطلحات النفسية»، صدرت سنة 2001 عن دار النهضة العربية ببيروت.[3]
- «معجم مصطلحات الطب النفسي»، صدرت سنة 2003 عن مركز تعريب العلوم الصحية بالكويت.[4]
- «الاضطرابات النفسية: حقائق ومعلومات»

- «فوبيا: قراءة في سيكولوجية الخوف»
- «التوحد (الأوتيزم): دليل لفهم المشكلة والتعامل مع الحالات»
- «اسألوني .. أنا الدكتور النفساني»
- «الجنون في الطب النفسي والحياة»

## الجوائز
- جائزة الدولة في تبسيط العلوم الطبية والنفسية عام 1996.
- جائزة مؤسسة الاهرام للمؤلفين المتميزين عام 1997.[2]